# لي سانغ هي
لي سانغ هي (بالكورية: 이상희)‏ هي ممثلة كورية جنوبية. ولدت يوم 8 أكتوبر 1983 في محافظة إنجي في كوريا الجنوبية.

## روابط خارجية
- لي سانغ هي على موقع IMDb (الإنجليزية)
- لي سانغ هي على موقع قاعدة بيانات الفيلم (الإنجليزية)
- لي سانغ هي على موقع كينوبويسك (الروسية)